# Monako na Letnich Igrzyskach Olimpijskich 1992
Monako na Letnich Igrzyskach Olimpijskich 1992 w Barcelonie reprezentowało 2 zawodników, jeden mężczyzna i jedna kobieta. Reprezentowali kraj w strzelectwie i pływaniu. Nie zdobyto żadnego medalu.
Był to czternasty start reprezentacji Monako na letnich igrzyskach olimpijskich.

## Pływanie
Mężczyźni
| Konkurencja             | Zawodnik           | Runa eliminacyjna | Runa eliminacyjna | Runda ćwierćfinałowa  | Runda ćwierćfinałowa  | Runda półfinałowa     | Runda półfinałowa     | Finał                 | Finał                 |
| Konkurencja             | Zawodnik           | Czas              | Miejsce           | Czas                  | Miejsce               | Czas                  | Miejsce               | Czas                  | Miejsce               |
| ----------------------- | ------------------ | ----------------- | ----------------- | --------------------- | --------------------- | --------------------- | --------------------- | --------------------- | --------------------- |
| 100 m stylem klasycznym | Christophe Verdino | 1:07,90           | 47.               | → Nie awansował dalej | → Nie awansował dalej | → Nie awansował dalej | → Nie awansował dalej | → Nie awansował dalej | → Nie awansował dalej |
| 200 m stylem klasycznym | Christophe Verdino | 2:23,33           | 36.               | → Nie awansował dalej | → Nie awansował dalej | → Nie awansował dalej | → Nie awansował dalej | → Nie awansował dalej | → Nie awansował dalej |
| 100 m stylem zmiennym   | Christophe Verdino | 2:12,46           | 43.               | → Nie awansował dalej | → Nie awansował dalej | → Nie awansował dalej | → Nie awansował dalej | → Nie awansował dalej | → Nie awansował dalej |

## Strzelectwo
Kobiety
| Konkurencja               | Zawodnik               | Runda eliminacyjna | Runda eliminacyjna | Runda eliminacyjna | Runda eliminacyjna | Runda eliminacyjna | Runda finałowa         | Runda finałowa         | Runda finałowa         | Runda finałowa         | Runda finałowa         | Klasyfikacja końcowa |
| Konkurencja               | Zawodnik               | I runda            | II runda           | III runda          | IV runda           | Wynik              | I runda                | II runda               | III runda              | IV runda               | Wynik                  | Klasyfikacja końcowa |
| ------------------------- | ---------------------- | ------------------ | ------------------ | ------------------ | ------------------ | ------------------ | ---------------------- | ---------------------- | ---------------------- | ---------------------- | ---------------------- | -------------------- |
| Karabin pneumatyczny 10 m | Fabienne Diato-Pasetti | 97                 | 95                 | 92                 | 97                 | 381                | → Nie awansowała dalej | → Nie awansowała dalej | → Nie awansowała dalej | → Nie awansowała dalej | → Nie awansowała dalej | 39. miejsce          |